# Świna

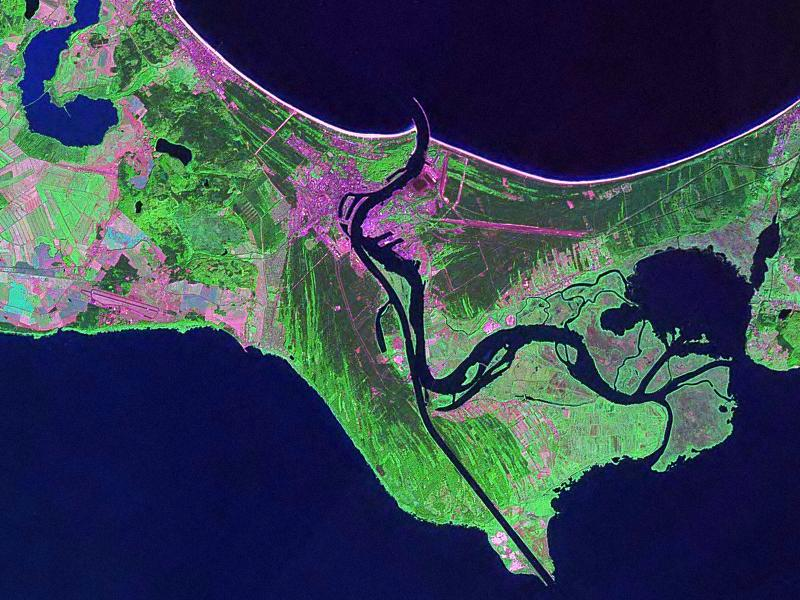
Satellitbild över Świna

Świna [ɕfiːna] (tyska Swine, pomeranska Swina) är ett sund  i Västpommerns vojvodskap i nordvästra Polen. Sundet löper från Oderlagunen (polska: Zalew Szczeciński, tyska Stettiner Haff) till Östersjön, mellan öarna Uznam (tyska: Usedom) och Wolin. 
Utmärkande för Świna är att strömmen på grund av det kontinuerliga tillflödet från floden Oder huvudsakligen rinner ut mot Östersjön, men vid varaktig kraftig nordlig vind kan även strömmen vändas, så att Östersjövatten med höga sedimenthalter tränger in i Oderlagunen. Detta har givit upphov till att ett regressivt floddelta bildats även omkring Świnas södra inlopp i den normala uppströmsriktningen. Sedan 1800-talet går farleden mellan Östersjön och Oderlagunen genom Piastkanalen, väster om det ursprungliga sundet, som idag kallas Gamla Świna. Mellan den nya kanalen och det gamla sundet ligger ön Karsibór.
Vid sundets norra mynning mot Östersjön ligger hamnstaden Świnoujście (tyska: Swinemünde). Broförbindelse över sundet saknas, men två färjeförbindelser finns, en för lokal trafik, gående och cyklister i Świnoujścies hamn och en för icke lokalregistrerade fordon och tyngre genomfartstrafik söder om stadens centrum.